# Comanchero
El comanchero era sobre todo el comerciante novomexicano del norte y centro de Nuevo México que hacía su vida comerciando con las tribus nómadas de los llanos, en el nordeste de Nuevo México y el oeste de Texas. Los comancheros eran así nombrados porque los Comanches, en cuyo territorio comerciaban, eran considerados sus mejores clientes. Intercambiaban productos manufacturados (herramientas y paños), harina, tabaco y pan por pieles, ganado y esclavos de los Comanches. Ya que los comancheros no tenían suficiente acceso a las armas y a la pólvora, hay desacuerdo sobre cuanta cantidad de éstas vendieron a los Comanches.
La película Los Comancheros, dirigida por Michael Curtiz en 1961, narra el combate de los rangers de Texas contra un asentamiento comanchero que comercia con los comanches.